# Albert Levan
Johan Albert Levan (* 8. März 1905 in Göteborg; † 28. März 1998 in Lund) war ein schwedischer Botaniker und Genetiker.
Levan beschrieb 1938 die Verwendung von Colchicin als Mitose-Hemmstoff. Er leitete das Labor, in dem Joe Hin Tjio 1956 die korrekte Anzahl von 46 Chromosomen des menschlichen Genoms entdeckte, und war Co-Autor von Tjios Veröffentlichung.
Von 1961 bis 1973 war Levan Professor der Zellbiologie an der Universität Lund und leitete dort das Krebschromosomenlabor am Institut für Genetik.
Er wurde 1967 zum Mitglied der Königlich Schwedischen Akademie der Wissenschaften gewählt.
Levan war mit Karin Malmberg verheiratet. Das Paar hatte zwei Kinder, den Genetiker Göran Levan und die Illustratorin Cecilia Torudd.

## Veröffentlichungen
- Joe H. Tijo., Albert Levan: The chromosome number of man. In: Hereditas. Nr. 42, 1956, S. 1–6.